# Sanocki
Sanocki là một huyện thuộc tỉnh Podkarpackie của Ba Lan. Huyện có diện tích 1224 km². Đến ngày 1 tháng 1 năm 2011, dân số của huyện là 94905 người và mật độ 78 người/km².